# 木管乐器

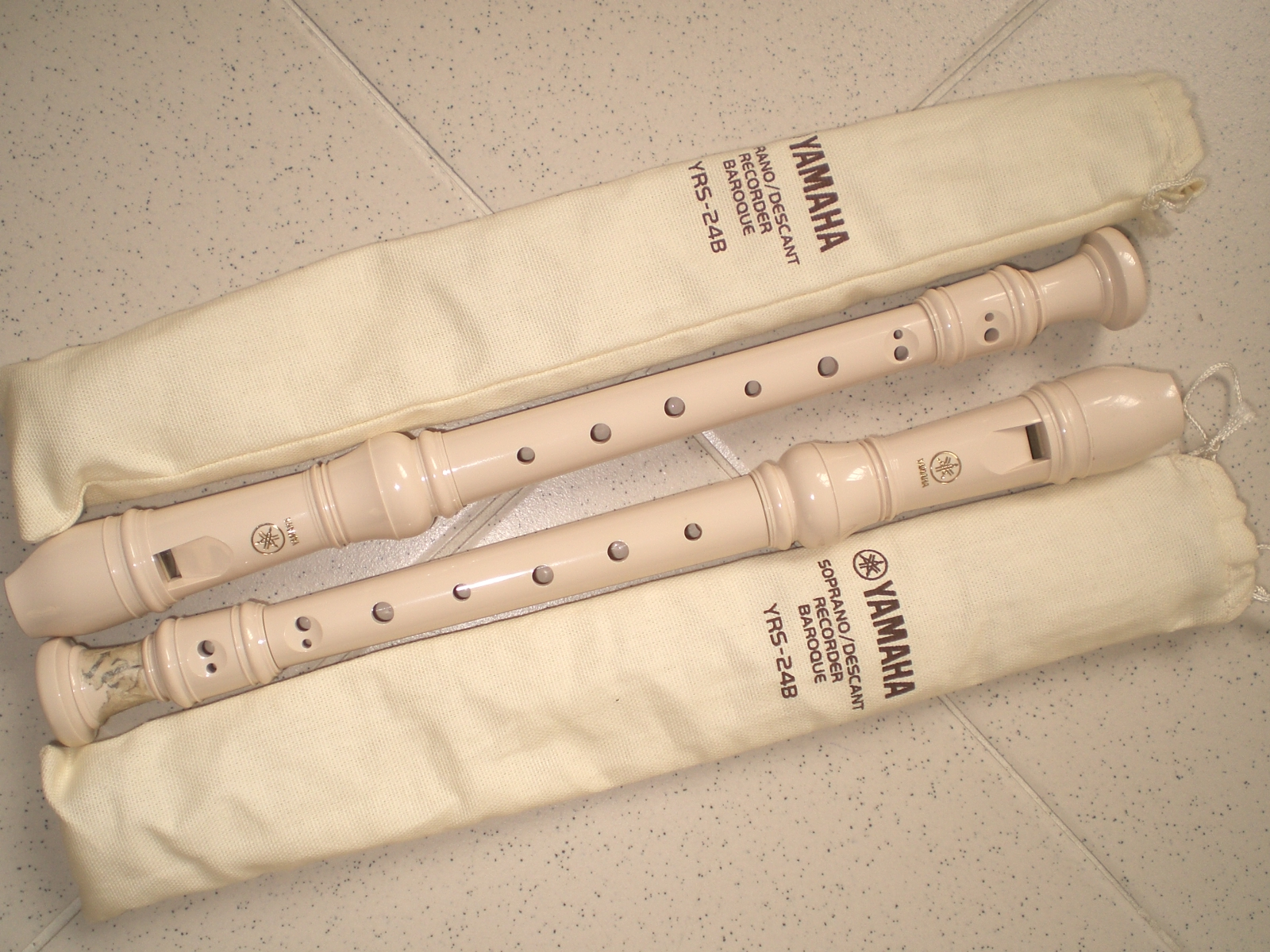
直笛

木管樂器（英語：Woodwind instrument）的歷史很久遠，大致上古代人類在動物的腿骨上打洞製造出來的原始笛子就是木管樂器的祖先。現代木管樂器是從各國民間音樂中使用的類似蘆笛、笛和簫之類的樂器發展而來。
木管樂器大致有兩種外形，一種是圓柱型，比如長笛和單簧管。另一種是圓錐型，比如雙簧管和大管。從發音原理來講，木管樂器分三類：
1. 雙簧，又稱複簧，由兩片簧片相貼組成一個哨片，氣流通過兩片簧片之間的縫隙，使簧片帶動管內的空氣產生振動發聲。如雙簧管、英國管、巴松管。
2. 單簧，只有一片簧片，氣流吹過簧片與吹嘴組成的縫隙，簧片帶動管內的空氣產生振動發聲，如單簧管，薩克斯風。
3. 無簧，不使用簧片，氣流通過吹口邊緣的切口產生振動。比如笛類。

木管樂器在管身上開有音孔，通過堵住和放開特定的音孔改變管身的有效長度來產生不同的音高。
木管樂器在17世紀被正式接受為管絃樂隊中的標準配置。意大利和法國的歌劇作家陸續在自己的作品中使用了木管樂器。木管樂器的表現力豐富，演奏技巧複雜。

## 木管樂器列表（按地方樂器分類）

### 西洋樂器
- 無簧開管樂器
  - 長笛類
    - 短笛(Piccolo)
    - 高音長笛
    - 長笛(Flute)
    - 柔音長笛
    - 中音長笛
    - 低音長笛
    - 倍中音長笛
    - 倍低音長笛
    - 雙倍低音長笛
    - 超倍低音長笛

  - 直笛
    - 超高音直笛
    - 高音直笛(Soprano)
    - 中音直笛(Alto)
    - 次中音直笛(Tenor)
- 無簧閉管樂器
  - 滑音笛
  - 陶笛
  - 鼻笛-口腔驅動型
- 單簧圓筒管樂器
  - 單簧管類
    - 高音單簧管
    - 單簧管（黑管 Clarinet）
    - 中音單簧管
    - 低音單簧管
    - 倍中音單簧管
    - 倍低音單簧管
    - 巴塞管
- 單簧圓錐管樂器
  - 薩克斯風類
    - 薩克斯風（色士風 Saxophone）
- 雙簧圓錐管樂器
  - 雙簧管類
    - 雙簧管(Oboe)
    - 柔音雙簧管
    - 英國管(English Horn)
    - 低音雙簧管
    - 杜讀管(Duduk)

  - 巴松管類
    - 巴松管（低音管、大管 Bassoon）
    - 低音巴松管（倍低音管 Double Bassoon)
    - 赫格管
    - 簫姆管
- 自由簧樂器類
  - 口琴
  - 手風琴

### 中國民族樂器
- 雙簧圓錐管樂器
  - 篳篥
  - 高音嗩呐
  - 中音嗩呐
  - 次中音嗩呐
  - 低音嗩呐
  - 吶子
  - 高音管
  - 中音管
  - 低音管

- 自由簧樂器類
  - 高音键笙
  - 中音抱笙
  - 低音抱笙
  - 高音簧笙
  - 中音簧笙
  - 次中音簧笙
  - 低音簧笙
  - 笙

- 無簧開管樂器
  - 排箫
  - 笛子
  - 箫

- 无簧闭管乐器
  - 埙

### 日本雅樂樂器
- 無簧開管樂器
  - 橫笛類
    - 龍笛
    - 篠笛
    - 能管

  - 尺八類
    - 尺八
    - 一節切

- 雙簧圓錐管樂器
  - 篳篥

- 自由簧樂器類
  - 笙

## 參看
- 樂器

## 外部連結
- 台灣國立交通大學管絃樂團：認識管絃樂器